# 伯南布哥州
伯南布哥（葡萄牙語：Pernambuco），是巴西的26个州之一，地处东北部。面积98,311.616平方千米，首府是累西腓。伯南布哥北部是塞阿腊州和帕拉伊巴州，西部是皮奧伊州，其南部是阿拉戈斯州和巴伊亚州。
伯南布哥主要有累西腓、雅博阿唐、奥林达, 卡鲁阿鲁、保利斯塔、彼得罗利纳、卡布-迪圣阿戈斯蒂纽、维多利亚-迪圣安唐等几个大城市。较大的河流有圣弗朗西斯科河、卡皮贝里比河、伊波茹卡河、乌纳河、帕热乌河和雅博阿唐河。

## 经济
伯南布哥的经济以农业为基础。农作物主要是甘蔗，木薯，牛肉。工业有：食品，化工，矿产，纺织和电子。

## 气候
该地属于热带高温气候，洲内长期干旱。 

## 历史
发现巴西不久以后，为了开发这个大的殖民地，葡萄牙于1534年在巴西沿海建立了十多个省份（Capitania），伯南布哥是其中之一。然后葡萄牙国王若昂三世，把伯南布哥交给杜阿尔特·科埃略管理。这个人曾经对本国在印度建立殖民地有很大的贡献。他在管理时期成立奥林达和累西腓两个城市，还贩卖很多非洲奴隶，并且开发了伯南布哥的甘蔗生产（在16世纪， 糖是非常珍贵的），所以伯南布哥成为了巴西唯一个繁荣的省份。
1630年，伯南布哥被荷兰占领，荷兰的开发政策很大程度上影响了该地区的经济发展。1654年，葡荷之战后，荷兰屈服，放弃这个殖民地。
直到19世纪，伯南布哥还是世界上出口糖最重要的地区。然而，由于糖的价值下降，同时巴西南部开始工业化，于是伯南布哥失去了它在本国的重要地位，成为今天巴西最穷的地区之一。
8°20′S 37°49′W / 8.34°S 37.81°W